# Danh sách đĩa nhạc của Kara
Kara ra mắt công chúng với đĩa đơn "Break It" vào ngày 29 tháng 3 năm 2007. Nhóm ra mắt tại Nhật Bản vào ngày 5 tháng 8 năm 2010 với phiên bản tiếng Nhật của bài hát "Mister". Nhóm đã phát hành 9 album phòng thu, 7 đĩa mở rộng và 28 đĩa đơn. Nhóm cũng đã thu âm các bài hát nhạc phim cho nhiều bộ phim truyền hình Hàn Quốc và Nhật Bản.

## Album

### Album phòng thu
| Tên                                                                                     | Thông tin chi tiết                                                                              | Thứ hạng cao nhất | Thứ hạng cao nhất | Thứ hạng cao nhất | Doanh số       | Chứng nhận          |
| Tên                                                                                     | Thông tin chi tiết                                                                              | HQ                | NB                | ĐL                | Doanh số       | Chứng nhận          |
| --------------------------------------------------------------------------------------- | ----------------------------------------------------------------------------------------------- | ----------------- | ----------------- | ----------------- | -------------- | ------------------- |
| The First Blooming                                                                      | - Ngày phát hành: 29 tháng 3 năm 2007 (HQ) - Hãng đĩa: DSP Media - Định dạng: CD, tải về        | 2                 | —                 | —                 | —              | —                   |
| Revolution                                                                              | - Ngày phát hành: 30 tháng 7 năm 2009 (HQ) - Hãng đĩa: DSP Media - Định dạng: CD, tải về        | 3                 | 86                | 14                | - HQ: 80.645   | —                   |
| Girl's Talk                                                                             | - Ngày phát hành: 24 tháng 11 năm 2010 (NB) - Hãng đĩa: Universal Sigma - Định dạng: CD, tải về | —                 | 2                 | 3                 | - NB: 500.000+ | - RIAJ: 2× Platinum |
| Step                                                                                    | - Ngày phát hành: 6 tháng 9 năm 2011 (HQ) - Hãng đĩa: DSP Media - Định dạng: CD, tải về         | 1                 | 5                 | 2                 | - HQ: 101.884  | —                   |
| Super Girl                                                                              | - Ngày phát hành: 23 tháng 11 năm 2011 (NB) - Hãng đĩa: Universal Sigma - Định dạng: CD, tải về | —                 | 1                 | 9                 | - NB: 777.957+ | - RIAJ: 3× Platinum |
| Girls Forever                                                                           | - Ngày phát hành: 14 tháng 11 năm 2012 (NB) - Hãng đĩa: Universal Sigma - Định dạng: CD, tải về | —                 | 2                 | 5                 | - NB: 250.000+ | - RIAJ: Platinum    |
| Fantastic Girls                                                                         | - Ngày phát hành: 28 tháng 8 năm 2013 (NB) - Hãng đĩa: Universal Sigma - Định dạng: CD, tải về  | —                 | 3                 | 7                 | - NB: 57.041   | —                   |
| Full Bloom                                                                              | - Ngày phát hành: 2 tháng 9 năm 2013 (HQ) - Hãng đĩa: DSP Media - Định dạng: CD, tải về         | 1                 | 25                | 9                 | - HQ: 59.639   | —                   |
| Girl's Story                                                                            | - Ngày phát hành: 17 tháng 6 năm 2015 (NB) - Hãng đĩa: EMI Music Japan - Định dạng: CD, tải về  | —                 | 6                 | 15                | - NB: 19.170   | —                   |
| "—" cho biết album không lọt vào bảng xếp hạng hoặc không được phát hành ở khu vực này. |                                                                                                 |                   |                   |                   |                |                     |

### Album tuyển tập
| Tên                                                                                     | Thông tin chi tiết                                                                              | Thứ hạng cao nhất | Thứ hạng cao nhất | Thứ hạng cao nhất | Doanh số                   | Chứng nhận       |
| Tên                                                                                     | Thông tin chi tiết                                                                              | HQ                | NB                | ĐL                | Doanh số                   | Chứng nhận       |
| --------------------------------------------------------------------------------------- | ----------------------------------------------------------------------------------------------- | ----------------- | ----------------- | ----------------- | -------------------------- | ---------------- |
| Best 2007-2010                                                                          | - Ngày phát hành: 29 tháng 9 năm 2010 (NB) - Hãng đĩa: Universal Sigma - Định dạng: CD, tải về  | —                 | 2                 | —                 | - NB: 219.065+             | - RIAJ: Platinum |
| Hits! Hits!                                                                             | - Ngày phát hành: 30 tháng 3 năm 2012 (TWN) - Hãng đĩa: Warner Music Taiwan - Định dạng: CD/DVD | —                 | —                 | 4                 | - NB: 502+ - TWN: 3.732+   |                  |
| Collection                                                                              | - Ngày phát hành: 5 tháng 9 năm 2012 (NB) - Hãng đĩa: Universal Sigma - Định dạng: CD/DVD       | —                 | 3                 | 4                 | - NB: 71.328+              |                  |
| Solo Collection                                                                         | - Ngày phát hành: 4 tháng 12 năm 2012 (HQ) - Hãng đĩa: DSP Media - Định dạng: CD/DVD            | 3                 | 91                | 14                | - HQ: 15.265+ - NB: 2.674+ |                  |
| Best Girls                                                                              | - Ngày phát hành: 27 tháng 11 năm 2013 (NB) - Hãng đĩa: Universal Sigma - Định dạng: CD/DVD     | —                 | 5                 | —                 | - NB: 65.228+              | - RIAJ: Gold     |
| "—" cho biết album không lọt vào bảng xếp hạng hoặc không được phát hành ở khu vực này. |                                                                                                 |                   |                   |                   |                            |                  |

### Box set
| Tên                           | Thông tin chi tiết                                                                         | Thứ hạng cao nhất | Doanh số     |
| Tên                           | Thông tin chi tiết                                                                         | NB                | Doanh số     |
| ----------------------------- | ------------------------------------------------------------------------------------------ | ----------------- | ------------ |
| Special Premium Box for Japan | - Ngày phát hành: 28 tháng 4 năm 2010 (NB) - Hãng đĩa: Universal Sigma - Định dạng: CD/DVD | 29                | - NB: 4.332+ |
| Album Collection              | - Ngày phát hành: 26 tháng 3 năm 2014 (NB) - Hãng đĩa: Universal Sigma - Định dạng: CD/DVD | 85                | - NB: 1.530+ |
| Single Collection             | - Ngày phát hành: 26 tháng 3 năm 2014 (NB) - Hãng đĩa: Universal Sigma - Định dạng: CD/DVD | 87                | - NB: 1.500+ |

## Đĩa mở rộng
| Tên                                                                                     | Thông tin chi tiết                                                                                 | Thứ hạng cao nhất | Thứ hạng cao nhất | Thứ hạng cao nhất | Doanh số                    |
| Tên                                                                                     | Thông tin chi tiết                                                                                 | HQ                | NB                | ĐL                | Doanh số                    |
| --------------------------------------------------------------------------------------- | -------------------------------------------------------------------------------------------------- | ----------------- | ----------------- | ----------------- | --------------------------- |
| Rock U                                                                                  | - Ngày phát hành: 25 tháng 7 năm 2008 (HQ) - Hãng đĩa: DSP Media - Định dạng: CD, digital download | 8                 | 106               | —                 | - HQ: 27.034+ - NB: 1.188+  |
| Pretty Girl                                                                             | - Ngày phát hành: 4 tháng 12 năm 2008 (HQ) - Hãng đĩa: DSP Media - Định dạng: CD, tải về           | 23                | 105               | —                 | - HQ: 58.579+ - NB: 1.201+  |
| Lupin                                                                                   | - Ngày phát hành: 17 tháng 2 năm 2010 (HQ) - Hãng đĩa: DSP Media - Định dạng: CD, tải về           | 1                 | 100               | 12                | - HQ: 75.291+ - NB: 4.354+  |
| Jumping                                                                                 | - Ngày phát hành: 10 tháng 11 năm 2010 (HQ) - Hãng đĩa: DSP Media - Định dạng: CD, tải về          | 1                 | 52                | 12                | - HQ: 60.416+ - NB: 12.885+ |
| Pandora                                                                                 | - Ngày phát hành: 22 tháng 8 năm 2012 (HQ) - Hãng đĩa: DSP Media - Định dạng: CD, tải về           | 1                 | 15                | 6                 | - HQ: 71.181+ - NB: 21.692+ |
| Day & Night                                                                             | - Ngày phát hành: 18 tháng 8 năm 2014 (HQ) - Hãng đĩa: DSP Media - Định dạng: CD, tải về           | 3                 | 26                | 13                | - HQ: 27.646+ - NB: 9.269+  |
| In Love                                                                                 | - Ngày phát hành: 26 tháng 5 năm 2015 (HQ) - Hãng đĩa: DSP Media - Định dạng: CD, tải về           | 2                 | 42                | 12                | - HQ: 13.220+ - NB: 3.544+  |
| "—" cho biết album không lọt vào bảng xếp hạng hoặc không được phát hành ở khu vực này. | |                   |                   |                   |                             |

### Album tái bản
| Tên                         | Thông tin chi tiết                                                                       | Thứ hạng cao nhất | Thứ hạng cao nhất | Doanh số                   |
| Tên                         | Thông tin chi tiết                                                                       | HQ                | NB                | Doanh số                   |
| --------------------------- | ---------------------------------------------------------------------------------------- | ----------------- | ----------------- | -------------------------- |
| Pretty Girl Special Edition | - Ngày phát hành: 12 tháng 2 năm 2009 (HQ) - Hãng đĩa: DSP Media - Định dạng: CD, tải về | 2                 | 103               | - HQ: 29.558+ - NB: 1.249+ |

## Đĩa đơn
| "Break It"                                                                                | 2007 | *  | * | — | —  | — | —  | —  | —                             |                                                                                        | The First Blooming           |
| "If U Wanna" (맘에 들면)                                                                  | 2007 | *  | * | — | —  | — | —  | —  | —                             |                                                                                        | The First Blooming           |
| "Secret World"                                                                            | 2007 | *  | * | — | —  | — | —  | —  | —                             |                                                                                        | The First Blooming           |
| "Rock U"                                                                                  | 2008 | *  | * | — | —  | — | —  | —  | —                             |                                                                                        | Kara                         |
| "Pretty Girl"                                                                             | 2008 | *  | * | — | —  | — | —  | —  | —                             |                                                                                        | Pretty Girl                  |
| "Honey"                                                                                   | 2009 | *  | * | — | —  | — | —  | —  | —                             |                                                                                        | Pretty Girl Special Edition  |
| "Wanna"                                                                                   | 2009 | *  | * | — | —  | — | —  | —  | - HQ: 2.000.000               |                                                                                        | Revolution                   |
| "Mister"                                                                                  | 2009 | *  | * | 5 | 11 | 2 | 9  | —  | - HQ: 3.900.000 - NB: 144.856 | - RIAJ: Gold - Chaku-Uta Full: Million - Chaku-Uta: 3× Platinum - Digital: 2× Platinum | Revolution and Girl's Talk   |
| "Lupin"                                                                                   | 2010 | 1  | * | — | —  | — | —  | —  | - HQ: 2.977.898               | - RIAJ: Gold                                                                           | Lupin                        |
| "Jumping"                                                                                 | 2010 | 3  | * | 5 | 4  | 3 | 11 | —  | - NB: 119.727 - HQ: 1.390.227 | - RIAJ: Gold - Chaku-Uta Full: Million - Chaku-Uta: 2× Platinum - Digital: Platinum    | Jumping and Girl's Talk      |
| "Jet Coaster Love"                                                                        | 2011 | —  | * | 1 | 2  | 1 | 5  | —  | - NB: 225.521                 | - RIAJ: Gold - Chaku-Uta Full: Platinum - Digital: Gold                                | Super Girl                   |
| "Go Go Summer!"                                                                           | 2011 | —  | * | 2 | 2  | 1 | 9  | —  | - NB: 230.813                 | - RIAJ: Gold - Chaku-Uta Full: Platinum - Digital: Platinum                            | Super Girl                   |
| "Step"                                                                                    | 2011 | 2  | 2 | — | 38 | 2 | —  | —  | - HQ: 2.782.566               |                                                                                        | Step                         |
| "Winter Magic"                                                                            | 2011 | —  | — | 3 | 2  | 2 | 4  | —  | - NB: 124.965                 | - RIAJ: Gold - Chaku-Uta Full: Gold                                                    | Super Girl                   |
| "Speed Up"                                                                                | 2012 | —  | — | 2 | 3  | 6 | 7  | —  | - NB: 158.613                 | - RIAJ: Gold                                                                           | Girls Forever                |
| "Girl's Power"                                                                            | 2012 | —  | — | 2 | 7  | 6 | 7  | —  | - NB: 158.613                 | - RIAJ: Gold                                                                           | Girls Forever                |
| "Pandora"                                                                                 | 2012 | 2  | 3 | — | —  | * | —  | 18 | - HQ: 1.507.913               |                                                                                        | Pandora                      |
| "Electric Boy"                                                                            | 2012 | —  | — | 2 | 1  | * | 3  | —  | - NB: 76.248                  | - RIAJ: Gold                                                                           | Girls Forever                |
| "Bye Bye Happy Days!"                                                                     | 2013 | —  | — | 2 | 2  | * | 11 | —  | - NB: 78.325                  |                                                                                        | Fantastic Girls              |
| "Thank You Summer Love"                                                                   | 2013 | —  | — | 2 | 1  | * | —  | —  | - NB: 75.884                  |                                                                                        | Fantastic Girls              |
| "Damaged Lady" (숙녀가 못 돼)                                                             | 2013 | 4  | 9 | — | —  | * | —  | —  | - HQ: 463.583                 |                                                                                        | Full Bloom                   |
| "French Kiss"                                                                             | 2013 | —  | — | 7 | 24 | * | 18 | —  | - NB: 35.505                  |                                                                                        | Best Girls                   |
| "Mamma Mia!"                                                                              | 2014 | 10 | * | 6 | 9  | * | —  | 14 | - NB: 31.864 - HQ: 352.056    |                                                                                        | Day & Night and Girl's Story |
| "Summer☆Gic"                                                                              | 2015 | —  | * | 2 | 4  | * | —  | —  | - NB: 55.108                  |                                                                                        | Girl's Story                 |
| "Sunshine Miracle"                                                                        | 2015 | —  | * | 2 | —  | * | —  | —  | - NB: 55.108                  |                                                                                        | Girl's Story                 |
| "Sunny Days"                                                                              | 2015 | —  | * | 2 | —  | * | —  | —  | - NB: 55.108                  |                                                                                        | Girl's Story                 |
| "Cupid"                                                                                   | 2015 | 14 | * | — | —  | * | —  | 12 | - HQ: 245.523                 |                                                                                        | In Love                      |
| "—" cho biết bài hát không lọt vào bảng xếp hạng hoặc không được phát hành ở khu vực này. |      |    |   |   |    |   |    |    |                               |                                                                                        |                              |

### Đĩa đơn quảng bá
| "Good Day: Season 2"                                                                      | 2008 | 33 | —  | —  | —  | Pretty Girl Special Edition            |
| "Ddokateun Mam"                                                                           | 2009 | 24 | —  | —  | —  | Revolution                             |
| "Stars Falling from the Sky" (Byeoreul Ttadajwo)                                          | 2010 | 47 | —  | —  | —  | Stars Falling from the Sky             |
| "We're With You"                                                                          | 2010 | 14 | —  | —  | 24 | Super Girl: Japan Tour Special Edition |
| "2Me"                                                                                     | 2010 | 12 | —  | —  | —  | Đĩa đơn không nằm trong album          |
| "Dreaming Girl"                                                                           | 2011 | —  | —  | 28 | —  | Super Girl                             |
| "Go Go Summer! 2012"                                                                      | 2012 | —  | —  | 68 | 49 | Collection                             |
| "Runaway" (Dul Junge Hana)                                                                | 2013 | 9  | 5  | —  | —  | Full Bloom                             |
| "Beautiful Night"                                                                         | 2013 | 51 | 44 | —  | —  | Đĩa đơn không nằm trong album          |
| "Love Letter"                                                                             | 2013 | —  | —  | —  | —  | Đĩa đơn không nằm trong album          |
| "—" cho biết bài hát không lọt vào bảng xếp hạng hoặc không được phát hành ở khu vực này. |      |    |    |    |    |                                        |

## Bài hát lọt vào bảng xếp hạng khác
| "Umbrella"                                                                                | 2010 | 30  | —  | —  | Lupin                 |
| "Tasty Love"                                                                              | 2010 | 41  | —  | —  | Lupin                 |
| "Lonely"                                                                                  | 2010 | 56  | —  | —  | Lupin                 |
| "Rollin'"                                                                                 | 2010 | 60  | —  | —  | Lupin                 |
| "Love Is"                                                                                 | 2010 | 77  | —  | —  | Jumping               |
| "Burn"                                                                                    | 2010 | 98  | —  | —  | Jumping               |
| "Binks"                                                                                   | 2010 | 102 | —  | —  | Jumping               |
| "With"                                                                                    | 2010 | 104 | —  | —  | Jumping               |
| "SOS"                                                                                     | 2010 | —   | —  | 17 | Girl's Talk           |
| "Lupin" (Japan ver.)                                                                      | 2010 | —   | —  | 55 | Girl's Talk           |
| "Rider"                                                                                   | 2011 | 43  | 69 | —  | Step                  |
| "Strawberry"                                                                              | 2011 | 56  | 83 | —  | Step                  |
| "Follow Me"                                                                               | 2011 | 79  | —  | —  | Step                  |
| "Date (My Boy)"                                                                           | 2011 | 83  | —  | —  | Step                  |
| "I Am... (Ing)"                                                                           | 2011 | 115 | —  | —  | Step                  |
| "With My Heart (Dear Kamilia)"                                                            | 2011 | 136 | —  | —  | Step                  |
| "Kara 4 U" (Outro)                                                                        | 2011 | 179 | —  | —  | Step                  |
| "Ey! Oh!" (Intro)                                                                         | 2011 | 182 | —  | —  | Step                  |
| "Ima, Okuritai 「Arigatou」"                                                              | 2011 | —   | —  | 16 | Super Girl            |
| "Girls Be Ambitious!"                                                                     | 2011 | —   | —  | 42 | Super Girl            |
| "Winter Magic (X'mas version)"                                                            | 2011 | —   | —  | 67 | Winter Magic (single) |
| "Do It! Do It!"                                                                           | 2011 | —   | —  | 67 | Super Girl            |
| "Missing"                                                                                 | 2011 | —   | —  | 98 | Super Girl            |
| "Way"                                                                                     | 2012 | 58  | 35 | —  | Pandora               |
| "Miss U"                                                                                  | 2012 | 88  | 64 | —  | Pandora               |
| "Idiot"                                                                                   | 2012 | 106 | 87 | —  | Pandora               |
| "Lost"                                                                                    | 2012 | 85  | 68 | —  | Solo Collection       |
| "Secret Love"                                                                             | 2012 | 82  | 74 | —  | Solo Collection       |
| "Wanna Do"                                                                                | 2012 | 100 | —  | —  | Solo Collection       |
| "Guilty"                                                                                  | 2012 | 155 | —  | —  | Solo Collection       |
| "Daydream"                                                                                | 2012 | 163 | —  | —  | Solo Collection       |
| "2Night"                                                                                  | 2013 | 98  | 98 | —  | Full Bloom            |
| "Follow Me"                                                                               | 2013 | 113 | —  | —  | Full Bloom            |
| "1+1"                                                                                     | 2013 | 114 | —  | —  | Full Bloom            |
| "Smoothie"                                                                                | 2013 | 126 | —  | —  | Full Bloom            |
| "In The Game"                                                                             | 2013 | 129 | —  | —  | Full Bloom            |
| "—" cho biết bài hát không lọt vào bảng xếp hạng hoặc không được phát hành ở khu vực này. |      |     |    |    |                       |

## Xuất hiện với tư cách khách mời
| Tên                                    | Năm  | Nghệ sĩ khác                                                 | Album                                           |
| -------------------------------------- | ---- | ------------------------------------------------------------ | ----------------------------------------------- |
| "Gil" (길)                             | 2010 |                                                              | MBC Music Travel LaLaLa Vol.7 (Digital Single)  |
| "Round and Round" (빙글 빙글)          | 2010 | No Brain                                                     | MBC Music Travel LaLaLa Vol.11 (Digital Single) |
| "I’ll Write You a Letter" (편지할께요) | 2011 | Kim Hyung Suk                                                | 2011 Kim Hyung Suk With Friends Part.1          |
| "White"                                | 2014 | Rainbow, Oh Jong-hyuk, Ajax, DSP Girls (So-min and Chae Won) | DSP Special Album: White Letter                 |
| "My Angel"                             | 2014 |                                                              | DSP Special Album: White Letter                 |
| "First Love" (첫 사랑)                 | 2014 | Park Gyu-ri, Han Seung-yeon                                  | DSP Special Album: White Letter                 |
| "Into The World" (세상속으로)          | 2014 |                                                              | DSP Special Album: White Letter                 |

## Bài hát nhạc phim
| Tên                                              | Năm  | Phim                                               | Album                                          |
| ------------------------------------------------ | ---- | -------------------------------------------------- | ---------------------------------------------- |
| "Fighting"                                       | 2007 | Keeping Up with Gangnam Mother (강남엄마 따라잡기) | Keeping Up with Gangnam Mother OST             |
| "Butterfly" (나비)                               | 2008 | Naruto Shippuden (Korean version)                  | —                                              |
| "Love is Fire"                                   | 2009 | Boys Over Flowers                                  | Boys Over Flowers Original Sound Track: Part 2 |
| "Stars Falling from the Sky" (별을 따다줘)       | 2010 | Stars Falling from the Sky                         | Stars Falling from the Sky OST                 |
| "Lonely"                                         | 2010 | My Mother                                          | Lupin                                          |
| "SOS"                                            | 2011 | URAKARA                                            | Girl's Talk                                    |
| "Ima, Okuridai Arigatou"                         | 2011 | URAKARA                                            | Super Girl                                     |
| "My Prayer"                                      | 2012 | Strangers 6                                        | —                                              |
| "Beautiful Night"                                | 2013 | KARA The Animation                                 | Bye Bye Happy Days!                            |
| "Love Letter"                                    | 2013 | KARA The Animation                                 | Thank You Summer Love                          |
| "My Angel" (Secret Love ver.)                    | 2014 | Secret Love                                        | Non-album song                                 |
| "Into The World" (세상속으로) (Secret Love ver.) | 2014 | Secret Love                                        | Non-album song                                 |

## Album video
| Năm  | Tên                                                                   | Thông tin chi tiết | Doanh số                                            | Chứng nhận       |
| ---- | --------------------------------------------------------------------- | --- | --------------------------------------------------- | ---------------- |
| 2009 | KARAdise 2010 Season's Greeting                                       | - Ngày phát hành: 8 tháng 12 năm 2009 - Hãng đĩa: DSP Media - Định dạng: DVD                                                    |                                                     |                  |
| 2010 | MBC DVD Collection: Kara Sweet Muse Gallery                           | - Ngày phát hành: - 19 tháng 5 năm 2010 (NB) - 27 tháng 5 năm 2010 (HQ) - Hãng đĩa: Universal Sigma - Định dạng: DVD            | - NB: 13.000+                                       |                  |
| 2010 | KARAFULL DVD-BOX                                                      | - Ngày phát hành: 4 tháng 8 năm 2010 - Hãng đĩa: Esupio - Định dạng: DVD                                                        |                                                     |                  |
| 2010 | KARA Vacation                                                         | - Ngày phát hành: 1 tháng 9 năm 2010 - Hãng đĩa: Universal Sigma - Định dạng: Hybrid DVD/Blu-ray                                | - NB: 2.300+                                        |                  |
| 2010 | KARAdise 2011 Season's Greeting From Thai                             | - Ngày phát hành: - 23 tháng 12 năm 2010 (HQ) - 26 tháng 1 năm 2011 (NB) - Hãng đĩa: DSP Media/Universal Sigma - Định dạng: DVD | - NB: 11.000+                                       |                  |
| 2011 | Kara Best Clips                                                       | - Ngày phát hành: - 23 tháng 2 năm 2011 - 29 tháng 2 năm 2012 (Blu-ray) - Hãng đĩa: Universal Sigma - Định dạng: DVD/Blu-ray    | - Tổng: 289.276+ - DVD: 286.889+ - Blu-ray: 2.387+  | - RIAJ: Platinum |
| 2011 | URAKARA Vol.1-Vol.6                                                   | - Ngày phát hành: 4 tháng 4 năm 2011 - Hãng đĩa: Universal Sigma - Định dạng: DVD                                               | - NB: 36.200+                                       |                  |
| 2011 | KARA Vacation 2                                                       | - Ngày phát hành: 21 tháng 12 năm 2011 - Hãng đĩa: Universal Sigma - Định dạng: Hybrid DVD/Blu-ray                              | - Tổng: 13.628+ - DVD: 6.607+ - Blu-ray: 7.021+     |                  |
| 2011 | KARA Bakery With Photo DVD                                            | - Ngày phát hành: 23 tháng 12 năm 2011 - Hãng đĩa: Esupio - Định dạng: DVD                                                      |                                                     |                  |
| 2012 | KARAdise 2012, In Paris                                               | - Ngày phát hành: 25 tháng 1 năm 2012 - Hãng đĩa: SBS Contents Hub - Định dạng: DVD                                             |                                                     |                  |
| 2012 | Step It Up                                                            | - Ngày phát hành: 15 tháng 2 năm 2012 - Hãng đĩa: December32 - Định dạng: DVD                                                   | - NB: 21.500+                                       |                  |
| 2012 | Kara Best Clips II & Shows                                            | - Ngày phát hành: 29 tháng 2 năm 2012 - Hãng đĩa: Universal Sigma - Định dạng: DVD / Blu-ray                                    | - Tổng: 137.890+ - DVD: 108.382+ - Blu-ray: 29.508+ | - RIAJ: Gold     |
| 2012 | Kara 1st Japan Tour 2012 Karasia                                      | - Ngày phát hành: 14 tháng 11 năm 2012 - Hãng đĩa: Universal Sigma - Định dạng: DVD / Blu-ray                                   | - Tổng: 60.008+ - DVD: 44.138+ - Blu-ray: 15.870+   |                  |
| 2012 | 2012 The 1st Concert Karasia                                          | - Ngày phát hành: - 26 tháng 12 năm 2012 (NB) - 22 tháng 2 năm 2013 (HQ) - Hãng đĩa: DSP Media - Định dạng: DVD                 | - NB: 9.830+                                        |                  |
| 2013 | Kara 2013 HAPPY NEW YEAR in TOKYO DOME                                | - Ngày phát hành: 27 tháng 3 năm 2013 - Hãng đĩa: Universal Sigma - Định dạng: DVD / Blu-ray                                    | - Tổng: 34.385+ - DVD: 20.894+ - Blu-ray: 13.491+   |                  |
| 2013 | Kara The Animation                                                    | - Ngày phát hành: 10 tháng 5 năm 2013 - Hãng đĩa: Universal Sigma - Định dạng: DVD                                              |                                                     |                  |
| 2013 | Kara Best Clips III                                                   | - Ngày phát hành: 26 tháng 6 năm 2013 - Hãng đĩa: Universal Sigma - Định dạng: DVD / Blu-ray                                    | - Tổng: 20.160+ - DVD: 12.192+ - Blu-ray: 7.968+    |                  |
| 2014 | The Final Show: Kara 2nd Japan Tour 2013 Karasia                      | - Ngày phát hành: 19 tháng 3 năm 2014 - Hãng đĩa: Universal Sigma - Định dạng: DVD / Blu-ray                                    | - Tổng: 20.431+ - DVD: 11.362+ - Blu-ray: 9.069+    |                  |
| 2014 | Secret Love DVD Box                                                   | - Ngày phát hành: 24 tháng 9 năm 2014 - Hãng đĩa: Universal Sigma - Định dạng: DVD                                              | - Tổng: 1.760+                                      |                  |
| 2014 | KARA ~Day & Night~ Showcase                                           | - Ngày phát hành: 3 tháng 12 năm 2014 - Hãng đĩa: Universal Sigma - Định dạng: DVD                                              | - Tổng: 2.458+                                      |                  |
| 2015 | KARA The 3rd Japan Tour KARASIA                                       | - Ngày phát hành: 18 tháng 3 năm 2015 - Hãng đĩa: Universal Sigma - Định dạng: DVD / Blu-ray                                    | - Tổng: 10.022+ - DVD: 4.859+ - Blu-ray: 5.193+     |                  |
| 2015 | Kara the Fit                                                          | - Ngày phát hành: 29 tháng 7 năm 2015 - Hãng đĩa: EMI Records - Định dạng: DVD                                                  |                                                     |                  |
| 2015 | KARA The 4th Japan Tour 2015 KARASIA                                  | - Ngày phát hành: 16 tháng 12 năm 2015 - Hãng đĩa: Universal Sigma - Định dạng: DVD / Blu-ray                                   |                                                     |                  |
| 2016 | Forever Kara Blu-ray Complete Box 2010-2015 - All Japan Tours & Clips | - Ngày phát hành: 29 tháng 6 năm 2016 - Hãng đĩa: Universal Sigma, EMI Records - Định dạng: Blu-ray box set                     |                                                     |                  |

## Photobook
| Năm  | Tên                               | Ngày phát hành       | Doanh số   |
| ---- | --------------------------------- | -------------------- | ---------- |
| 2011 | KARA's All about Beauty           | 12 tháng 10 năm 2011 | 12.008+    |
| 2012 | Je t'aime KARA                    | 14 tháng 2 năm 2012  | Không biết |
| 2012 | KARASIA Program Book              | 28 tháng 3 năm 2012  | Không biết |
| 2012 | KARA STEP IT UP Special Photobook | 20 tháng 12 năm 2012 | Không biết |

## Video âm nhạc
| Năm                  | Tên                          | Phiên bản khác | Đạo diễn |
| -------------------- | ---------------------------- | --- | --- |
| 2007                 | "Break It"                   | | Không biết |
| 2007                 | "If U Wanna"                 | | Không biết |
| 2008                 |                              | | Không biết |
| "Rock U"             |                              | | Không biết |
| "Pretty Girl"        |                              | | Không biết |
| "Good Day: Season 2" |                              | | Không biết |
| 2009                 |                              | | |
| "Honey"              |                              | Joo Hee-sun | |
| "Same Heart"         |                              | Không biết | |
| "Wanna"              |                              | Không biết | |
| 2010                 | "Lupin"                      | Không biết | |
| 2010                 | "We're With You"             | Không biết | - Gyuri off-shot version - Hara off-shot version - JiYoung off-shot version - Nicole off-shot version - SeungYeon off-shot version                                                           |
| 2010                 | "2Me"                        | Không biết | |
| 2010                 | "Mister"                     | Không biết | - Dance version |
| 2010                 | "Jumping"                    | Không biết | - Japanese version - Dance version - Smart Sports version - Gyuri off-shot version - Hara off-shot version - JiYoung off-shot version - Nicole off-shot version - SeungYeon off-shot version |
| 2011                 | "Jet Coaster Love"           | - Dance version | Joo Hee-sun |
| 2011                 | "Ima, Okuritai 「Arigatou」" | | Joo Hee-sun |
| 2011                 | "Go Go Summer!"              | - Director's Cut version - Dance version | Joo Hee-sun |
| 2011                 | "I'll Write You a Letter"    | | Joo Hee-sun |
| 2011                 | "Step"                       | - Close-Up version - Stage version - Street version - White version - Gyuri off-shot version - Hara off-shot version - JiYoung off-shot version - Nicole off-shot version - SeungYeon off-shot version | Joo Hee-sun |
| 2011                 | "Winter Magic"               | - Close-Up version - Gyuri off-shot version - Hara off-shot version - JiYoung off-shot version - Nicole off-shot version - SeungYeon off-shot version                                                  | Joo Hee-sun |
| 2012                 | "Speed Up"                   | - Another version - Close-Up version | Joo Hee-sun |
| 2012                 | "Girl's Power"               | - Close-Up version - Dance version | Joo Hee-sun |
| 2012                 | "Pandora"                    | - Dance version | Joo Hee-sun |
| 2012                 | "Electric Boy"               | - Close-Up version - Dance version - Gyuri off-shot version - Hara off-shot version - JiYoung off-shot version - Nicole off-shot version - SeungYeon off-shot version                                  | Không biết |
| 2012                 | "Orion"                      | - Close-up version | Không biết |
| 2013                 | "Bye Bye Happy Days"         | - Dance version | Joo Hee-sun |
| 2013                 | "Thank You Summer Love"      | - Dance version - Gyuri version - SeungYeon version - Nicole version - Hara version - JiYoung version                                                                                                  | Joo Hee-sun |
| 2013                 | "Runaway"                    | | Kim Kyu-tae |
| 2013                 | "Damaged Lady"               | | Cho Soo-hyun |
| 2013                 | "French Kiss"                | - Dance version - Gyuri version - SeungYeon version - Nicole version - Hara version - JiYoung version                                                                                                  | Hong Won-ki |
| 2014                 | "Mamma Mia"                  | - Japanese version - Dance version | Hong Won-ki |
| 2015                 | "Summer Gic"                 | - Dance version | |
| 2015                 | "Cupid"                      | | |